# 清内路村巡回バス
清内路村巡回バス （せいないじむらじゅんかいバス）は、長野県下伊那郡阿智村が運営するバスである。旧清内路村が運営していたが、合併後においても当面は現状維持とされ、新交通システムに合わせて調整される予定である。

## 概要
信南交通が駒場（阿智村） - 根羽間、昼神温泉 - 清内路を運行していたものを、当時の清内路村に移管したもの。
運賃は大人100円（専用回数券あり）、中学生以下無料。

## 運行経路
森の家（上清） - アラヤ -長田家 - 小学校上 - 清内路村役場 - ゆったりーな昼神 - 阿智村役場入口 - 阿智村役場（駒場）
- 平日5往復（他に長田家 - 清内路村役場間に園児送迎優先の村内便が2往復）、土曜4往復運転。休日運休。
- 12月 - 3月の冬期は森の家 - アラヤ間運休。